# Gąska żółknąca

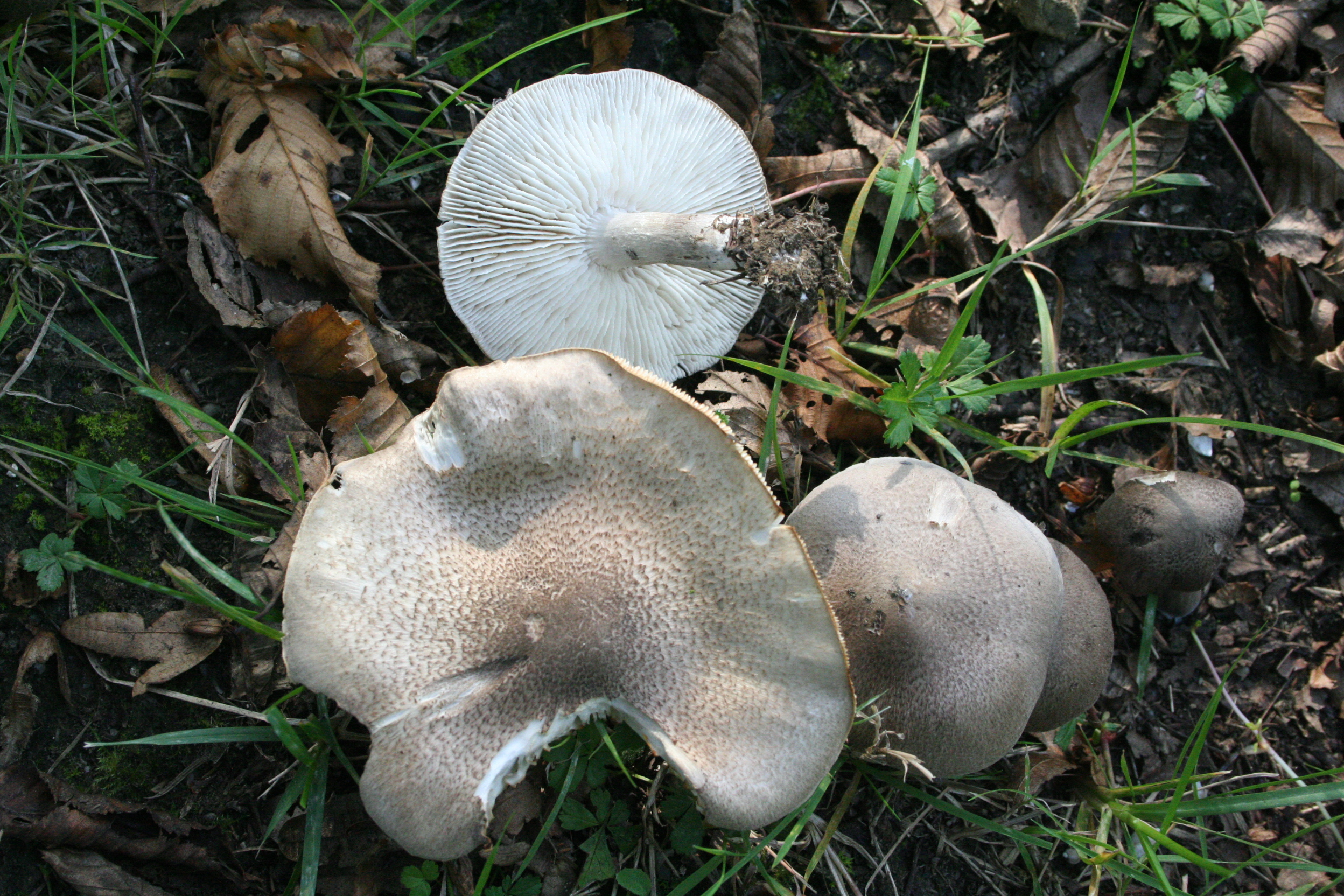

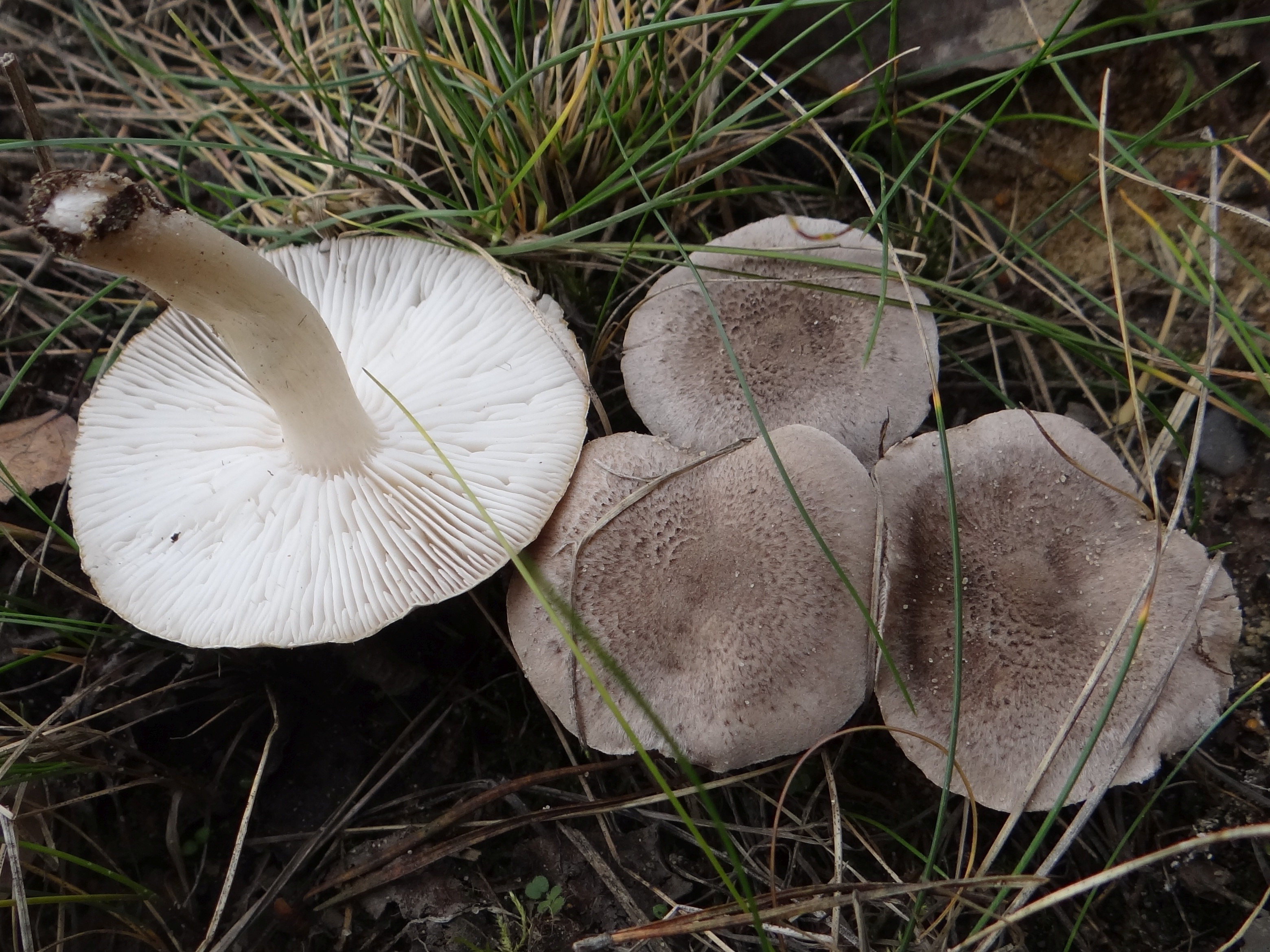

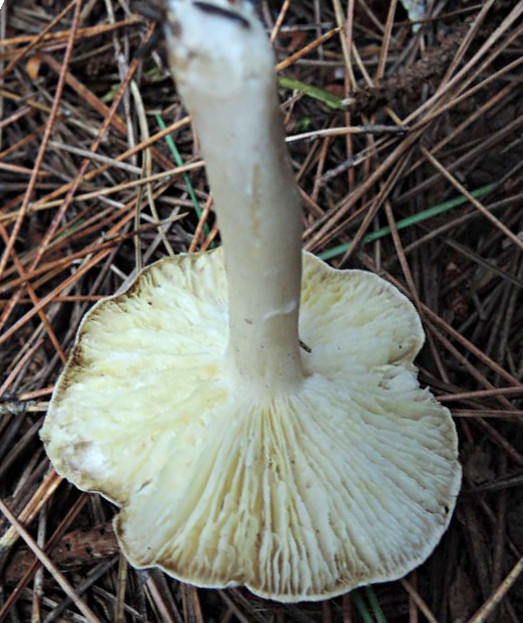
Charakterystyczne żółknięcie blaszek

Gąska żółknąca (Tricholoma scalpturatum  (Fr.) Quél.) – gatunek grzybów należący do rodziny gąskowatych (Tricholomataceae)

## Systematyka i nazewnictwo
Pozycja w klasyfikacji: Tricholoma, Tricholomataceae, Agaricales, Agaricomycetidae, Agaricomycetes, Agaricomycotina, Basidiomycota, Fungi (według Index Fungorum).
Po raz pierwszy takson ten zdiagnozował w 1838 r. Elias Fries nadając mu nazwę Agaricus scalpturatus. Obecną, uznaną przez Index Fungorum nazwę nadał mu w 1872 r. Lucien Quélet, przenosząc go do rodzaju Tricholoma. Niektóre Synonimy naukowe:

- Agaricus chrysites Jungh. 1830
- Agaricus scalpturatus Fr. 1838
- Gyrophila argyracea var. chrysites (Jungh.) Quél. 1886
- Tricholoma argyraceum subsp. chrysites (Jungh.) Sacc. 1887
- Tricholoma argyraceum var. chrysites (Jungh.) Gillet 1874
- Tricholoma chrysites (Jungh.) Quél. 1874
- Tricholoma chrysites (Jungh.) Quél. 1874 var. chrysites
- Tricholoma scalpturatum var. atrocinctum Romagn. 1974
- Tricholoma scalpturatum var. genevense Chodat & Mart.
- Tricholoma scalpturatum var. meleagroides (Bon) Bañares & Bon 1995
- Tricholoma scalpturatum var. nanospora Raithelh. 1986
- Tricholoma scalpturatum (Fr.) Quél. 1872 var. scalpturatum

Nazwę polską zaproponował Władysław Wojewoda w 2003 r.

## Morfologia
Kapelusz
Średnica 2,5–8 cm, początkowo łukowaty, ale szybko staje się płasko-rozpostarty. Na środku posiada tępy garb. Brzeg długo pozostaje podwinięty. Powierzchnia pokryta promieniście włókienkami i łuskami. Barwa początkowo siwobrązowa ze słabym fioletowym odcieniem, później staje się jaśniejsza, kremowa. Łuski o barwie od ciemno siwobrązowej do czarnobrązowej z czerwonawym odcieniem. Starsze okazy żółkną.
Blaszki
Zbiegające ząbkiem na trzon, szerokie. Barwa początkowo biała, z wiekiem żółkną.
Trzon
Wysokość 3–6 cm, grubość 0,6–1,2 cm, cylindryczny o zgrubiałej podstawie, pełny. Powierzchnia podłużnie włóknista i jedwabiście błyszcząca, biaława lub nieco siwa, u starszych okazów żółknąca.
Miąższ
Biały, z wiekiem żółknący. Smak i zapach słaby, mączysty.

## Występowanie i siedlisko
Występuje w Europie i Ameryce Północnej. W Europie Środkowej i w Polsce jest dość częsta.
Występuje w lasach iglastych i liściastych, w parkach, zaroślach, na obrzeżach dróg. Owocniki wytwarza od lipca do października. Preferuje gleby zasadowe.

## Znaczenie
Grzyb mikoryzowy, grzyb jadalny, jednak ze względu na ogromne podobieństwo do trującej gąski tygrysiej odradza się zbieranie do celów spożywczych.

## Gatunki podobne
Charakterystyczną cechą tego gatunku jest żółknięcie z wiekiem, oraz po uszkodzeniu różnych części owocnika, szczególnie blaszek. Ta cecha pozwala odróżnić gąskę żółknącą od bardzo podobnej gąski tygrysiej (Tricholoma pardinum), która nie żółknie. Podobna jest też gąska wierzbowa (Tricholoma cingulatum), ale występuje ona wyłącznie pod wierzbami oraz posiada pierścień na trzonie. Można pomylić również z gąską ziemistoblaszkową (Tricholoma terreum).